# Бобрик (Белопольский район)
Бо́брик (укр. Бобрик) — село,
Бобрикский сельский совет,
Белопольский район,
Сумская область,
Украина.
Код КОАТУУ — 5920681001. Население по переписи 2001 года составляет 547 человек .
Является административным центром Бобрикского сельского совета, в который, кроме того, входят сёла
Песчаное и
Руда.

## Географическое положение
Село Бобрик находится на берегу реки Бобрик,
выше по течению на расстоянии в 4 км расположено село Комарицкое,
ниже по течению на расстоянии в 2 км расположено село Беликовка.
По селу протекает несколько пересыхающих ручьёв с запрудами.
Через село проходит автомобильная дорога Т-2504.

## История
- Село основано в начале XIX века.